# Crevenicu
Crevenicu est une commune du județ de Teleorman en Roumanie.